# Pacyfikacja wsi Kajetanowice
Pacyfikacja wsi Kajetanowice – zbrodnia wojenna popełniona przez żołnierzy niemieckiego Wehrmachtu w trakcie kampanii wrześniowej 1939 roku.
W nocy z 5 na 6 września 1939 w okolicach wsi Kajetanowice doszło do przypadkowej strzelaniny, którą w niemieckich meldunkach przedstawiono jako „atak partyzantów”. W odwecie jeszcze tej samej nocy żołnierze Wehrmachtu doszczętnie spalili wieś. W płomieniach i od niemieckich kul zginęło ok. 80 Polaków – w tym wiele kobiet i dzieci.

## Preludium
Kajetanowice w powiecie radomszczańskim zostały opanowane przez Niemców w dniu 4 września 1939. Żołnierze Wehrmachtu nie napotkali przy tym żadnego oporu. W polskich źródłach przyjmuje się zazwyczaj, że pierwszy dzień okupacji przebiegł bez większych incydentów, choć z zapisków sporządzonych przez Rudolfa K., lekarza niemieckiego 101 pułku piechoty, wynika, że 4 września podczas przemarszu przez Kajetanowice żołnierze tej jednostki podpalili we wsi kilka domów.
Przez cały dzień przez wieś przejeżdżały niemieckie kolumny pancerne i zmotoryzowane, jeden z oddziałów zatrzymał się tam także na biwak. Świadek władający językiem niemieckim, słyszał wówczas, jak jeden z odpoczywających żołnierzy mówił do kolegów: „najlepiej by było, aby tym Polakom głowy poucinać, bo na nic innego nie zasługują”. Jego uwaga nie spotkała się jednak z przychylną reakcją pozostałych żołnierzy, a rankiem 5 września oddział opuścił Kajetanowice i kontynuował marsz na zachód. 
W nocy z 5 na 6 września w okolicach Kajetanowic pojawił się II batalion 42 pułku 46 Dywizji Piechoty. Doszło wówczas do gwałtownej wymiany strzałów, która nie spowodowała jednak żadnych ofiar w ludziach (batalion stracił tylko dwa konie). W oficjalnych meldunkach za przyczynę strzelaniny uznano atak polskich partyzantów, którzy jakoby mieli urządzić zasadzkę na niemieckich żołnierzy i ostrzelać ich od strony wsi i pobliskiego lasu. W owym czasie nie istniał jednak w Polsce masowy ruch oporu. W wielu miejscach w strefie przyfrontowej dochodziło natomiast do niekontrolowanej wymiany strzałów, spowodowanej nerwowością i niedoświadczeniem niemieckich rekrutów. Zdaniem niemieckiego historyka Jochena Böhlera podobna była również przyczyna strzelaniny w Kajetanowicach.

## Przebieg masakry
Po zakończeniu strzelaniny Niemcy rozpoczęli pacyfikację wsi. Dzień wcześniej żołnierze 42 pułku piechoty w podobnych okolicznościach rozstrzelali kilkuset mieszkańców Częstochowy. W dzienniku działań bojowych tej jednostki zapisano, że także w Kajetanowicach zostały przedsięwzięte „środki, które (...) z powodzeniem zastosowano w Częstochowie”. 
Wieś oświetlono rakietami, po czym żołnierze wkroczyli w szyku bojowym. Mieszkańcom zabroniono opuszczać domy, jednak chwilę później Niemcy przystąpili do palenia i ostrzeliwania zabudowań. Otwierano również ogień do uciekających w panice mieszkańców. Miały miejsce wypadki, gdy Niemcy nie pozwalali na wyciągnięcie dzieci lub starców z płonących budynków. Jeden ze świadków słyszał żołnierza mówiącego, że „Polaków trzeba tu wymordować od kołyski”. Niemcy przeprowadzali także doraźne egzekucje. W pewnym momencie wydano komendę „mężczyźni wystąp, tylko szybko, bo nie mamy czasu”, po czym wyciągnięto z tłumu kilkunastu mieszkańców. Żołnierze zabrali ich na pobliskie pole i tam rozstrzelali. Ciała ofiar egzekucji zmiażdżono następnie kołami dział. Po zakończeniu pacyfikacji jeden z żołnierzy rozdał dzieciom chleb, przyznając przy tym w rozmowie z polską kobietą, że wie, iż ofiary egzekucji były niewinne, jednak jego oddział otrzymał rozkaz ich zabicia.
W dzienniku działań bojowych 42 pułku piechoty zapisano, że w czasie „akcji” wyróżnił się m.in. strzelec M. z 8 kompanii, który „wykończył przywódców nieprzyjaciela w Kajetanowicach”. Z kolei dowódca tej samej kompanii „osobiście przedostał się do mieszczącego się w jednym z domów gniazda oporu wroga i wykurzył go stamtąd za pomocą granatów”.
Tej nocy licząca ok. 215 mieszkańców wieś została doszczętnie spalona. Zdaniem Barbary Bojarskiej w płomieniach lub od niemieckich kul zginęło ok. 80 osób – z czego 17 miało pochodzić spoza Kajetanowic. Okręgowa Komisja Badania Zbrodni Hitlerowskich w Łodzi szacowała liczbę zamordowanych na 79. Jochen Böhler pisał o 72 „zidentyfikowanych ofiarach”, wśród których miało znaleźć się niemowlę, pięcioro małych dzieci, czternaścioro młodocianych, dwanaście kobiet oraz sześcioro osób starszych. Z kolei zdaniem Józefa Fajkowskiego i Jana Religi, Niemcy zamordowali we wsi „kilkadziesiąt osób”, a także spalili 47 budynków mieszkalnych, 62 budynki gospodarcze oraz 117 sztuk bydła. Obaj autorzy wymienili w swojej książce nazwiska 63 zidentyfikowanych ofiar pacyfikacji, w tym ośmiu kobiet i sześciorga dzieci poniżej 15. roku życia.

## Epilog
Po zakończeniu masakry większość ofiar pogrzebano w zbiorowej mogile, którą wykopano na środku osady. Ponadto zwłoki kilku osób zostały pochowane na cmentarzu we wsi Garnek. Szczątki ofiar pogrzebanych w Kajetanowicach przeniesiono później na miejscowy cmentarz rzymskokatolicki. Na wspólnej mogile postawiono nagrobek z napisem: 

Tu spoczywa snem wiecznym 76 osób zamordowanych 6 września 1939 r. przez wojska niemieckie. Wieczna chwała poległym, hańba mordercom

W latach 70. sprawę pacyfikacji Kajetanowic badała prokuratura w Osnabrück. Jednym z biegłych konsultowanych w tej sprawie był dr Rolf Elble – pułkownik w sztabie generalnym Bundeswehry, pracownik Instytutu Historii Wojskowości, a zarazem weteran kampanii wrześniowej. Wersję wypadków przedstawioną w dzienniku działań bojowych 42 pułku piechoty uznał za wiarygodną, a postępowanie żołnierzy niemieckich – za zrozumiałe ze względu na „wcześniejsze akcje partyzantów”. Fakt, iż na skutek rzekomego ataku nie ucierpiał żaden Niemiec, skomentował natomiast słowami: „przyczyny tego, że w strzelaninie tej wyjątkowo nie zginęli ludzie, lecz zabite zostały jedynie dwa konie, nie należy upatrywać w powściągliwości lub humanitaryzmie partyzantów”.